# Demokratische Geschichte
Demokratische Geschichte (DG) ist eine geschichtswissenschaftliche Fachzeitschrift. Sie wird im Auftrag der Gesellschaft für Politik und Bildung Schleswig-Holstein e. V. vom Beirat für Geschichte herausgegeben und erscheint in dessen Schriftenreihe Veröffentlichung des Beirats für Geschichte.
Der Beirat für Geschichte bezeichnet DG als sein „Flaggschiff“, als „ein Forum der Erforschung und wissenschaftlichen wie populären Darstellung der Geschichte Schleswig-Holsteins vom Mittelalter bis in die jüngste Vergangenheit.“ Autoren sind sowohl Wissenschaftler wie auch Laien – Heimatforscher, Lehrer oder Studierende – die explizit eingeladen sind, Manuskripte zu regionalgeschichtlichen Themen einzureichen.
Herausgeber sind 2024 Robert Bohn, Uwe Danker  und Jürgen Weber.  Frühere Herausgeber waren u. a. Susanne Bohn, Detlef Korte, Sebastian Lehmann-Himmel, Klaus-Joachim Lorenzen-Schmidt, Sebastian Lotto-Kusche, Harald Schmid, Rolf Schulte, Astrid Schwabe, Dirk Stegmann. und Manfred Jessen-Klingenberg, der 2008 zum Ehrenherausgeber ernannt wurde.
DG erschien bis zum 10. Band mit dem Untertitel Jahrbuch zur Arbeiterbewegung und Demokratie in Schleswig-Holstein im Neuen Malik-Verlag, Kiel, ab dem 11. Band vereinfacht zu Jahrbuch für Schleswig-Holstein im Schleswig-Holsteinischen Geschichtsverlag, Malente. Ab dem 32. Band erscheint das Jahrbuch in der Husum Druck- und Verlagsgesellschaft.